# Virginia Bardach
Virginia Bardach Martín, född 3 april 1992, är en argentinsk simmare. 
Bardach tävlade i tre grenar (200 meter fjärilsim, 200 meter medley och 400 meter medley) för Argentina vid olympiska sommarspelen 2016 i Rio de Janeiro, där hon i samtliga grenar blev utslagen i försöksheatet.